# 웅광
웅광(熊狂)은 성은 미(羋姓), 씨는 웅(熊氏)이며, 웅려(熊麗)의 아들이다. 아들 웅역(熊繹)을 낳았다.